# Colligis
Colligis est une localité de Colligis-Crandelain, dont elle est le chef-lieu, et une ancienne commune française, située dans le département de l'Aisne en région Hauts-de-France.

## Géographie
La commune avait une superficie de 2,39 km2.

## Toponymie
Le nom de la localité est attesté sous les formes Curlegis (1136) ; Corlegis (1196) ; Corlegis-in-Laudunesio, Coullegis (1233) ; Territorium de Courlegis (1242) ; Corliegis (1243) ; Courliegis (1261) ; Collegis (1393) ; Coulliegis (1405) ; Coilliegis (1411) ; Couliegis (1413) ; Coulliegy (1519) ; Colliegis (1554) ; Coulligis (1617) ; Coulliegis (1630) ; Coilegis (1675) ; Coilligis (1690) ; Couïllegis (1709).

## Histoire
Colligis n´était qu´un hameau au XIIe siècle, dépourvu de chapelle ; elle lui est adjointe en 1196.
Au XIIe siècle, elle semble avoir appartenu aux sires de Coucy qui la cèdent à un de leurs vassaux. Elle est la patrie de Guy de Colligis, abbé de Vauclerc en 1343.
Elle a longtemps eu d'importantes carrières de pierre creusées sous les hauteurs entre l'Ailette et l'Ardon : les galeries s'étendaient sur plusieurs kilomètres. Elles servent de refuge aux paysans pendant les guerres de Religion, lors du siège de Laon par Henri IV.
Sous l'Ancien Régime, elle appartient à la généralité de Soissons et au diocèse de Laon (aujourd'hui au diocèse de Soissons), avec pour patron saint Nicolas. De 1750 à la Révolution française, elle fait partie des domaines de la famille de l'Épinay.
Les carrières de Colligis servent de nouveau de refuge pendant la campagne de France de 1814, après la prise de Soissons par les Coalisés, lorsque les habitants fuient les violences des Prussiens et des cosaques : 10 000 personnes et 7 000 à 8 000 animaux s'y abritent dans l'obscurité et les alarmes pendant 35 jours.
Sa population est de 147 habitants (32 feux) en 1760, 200 en 1800, 181 en 1818, 191 en 1836 et 215 en 1856.
La commune de Colligis est créée lors de la Révolution française. Elle absorbe la commune voisine de Crandelain-et-Malval, considéré comme détruite lors de la Première Guerre mondiale, par le décret du 9 septembre 1923 supprimant cette commune. La nouvelle entité prend le nom de Colligis-Crandelain.

## Administration
Jusqu'à l'absorption de Crandelain-et-Malval en 1923, la commune faisait partie du canton de Craonne dans le département de l'Aisne. Elle appartenait aussi à l'arrondissement de Laon depuis 1801 et au district de Laon entre 1790 et 1795. La liste des maires de Colligis est :
| Période                                  | Période | Identité | Étiquette | Qualité |
| ---------------------------------------- | ------- | -------- | --------- | ------- |
|                                          |         |          |           |         |
| Les données manquantes sont à compléter. |         |          |           |         |

## Démographie
Jusqu'en 1923, la démographie de Colligis était :
| 1793 | 1800 | 1806 | 1821 | 1831 | 1836 | 1841 | 1846 | 1851 |
| ---- | ---- | ---- | ---- | ---- | ---- | ---- | ---- | ---- |
| 195  | 200  | 174  | 181  | 232  | 191  | 206  | 206  | 205  |

| 1856 | 1861 | 1866 | 1872 | 1876 | 1881 | 1886 | 1891 | 1896 |
| ---- | ---- | ---- | ---- | ---- | ---- | ---- | ---- | ---- |
| 215  | 220  | 218  | 221  | 213  | 212  | 197  | 182  | 180  |

| 1901 | 1906 | 1911 | 1921 | - | - | - | - | - |
| ---- | ---- | ---- | ---- | - | - | - | - | - |
| 185  | 168  | 160  | 94   | - | - | - | - | - |